# 松井信助

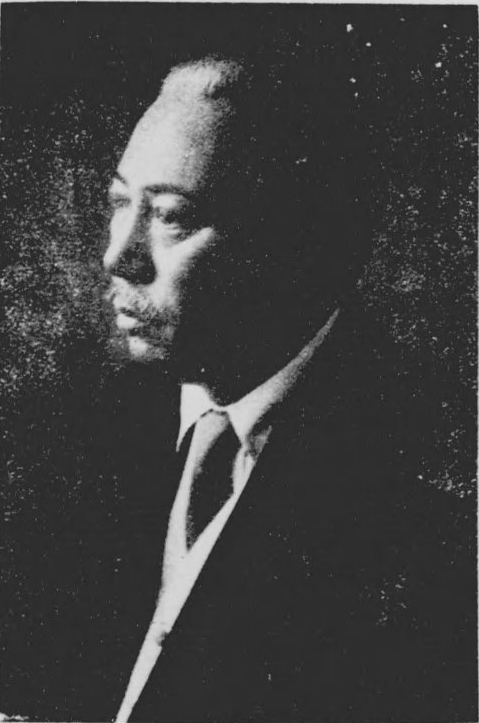
松井 信助

松井 信助（まつい しんすけ、旧姓・大山、1875年〈明治8年〉11月15日 - 1949年〈昭和24年〉6月5日）は、明治から昭和時代前期の統監府警視、朝鮮総督府尹、大邱府尹、平壌府尹、政治家。山口県下関市長。下関商工会議所顧問。

## 経歴
山口県阿武郡奈古村（現・阿武町奈古）出身。大山忠左衛門の三男、大山彦五郎の弟で、松井豊吉の養子となり後分家する。1903年（明治36年）6月、山口県警部。1906年（明治39年）8月、朝鮮釜山理事庁警部。
1909年（明治42年）、朝鮮統監府警視。朝鮮木浦警察署長、北部警察署長、京城鐘路警察署長などを務める。1918年（大正7年）8月、朝鮮総督府尹、大邱府尹。
ついで、1924年（大正13年）12月に平壌府尹。1929年（昭和4年）12月に従四位に叙し、依願免官。その後、1931年（昭和6年）1月27日、山口県下関市長に就任した。
日本赤十字社山口支部下関委員長、愛国婦人会山口県支部下関市幹事部顧問、下関商工会議所顧問、下関市聯合青年団長、同水産会顧問、同農会顧問、都市計画山口地方委員会委員などを兼任した。
下関市長は1946年（昭和21年）まで務め、その後公職追放となった。追放中の1949年（昭和24年）6月5日、脳溢血により死去した。

## 人物
宗教は真宗。趣味は囲碁、運動。住所は山口県下関市丸山町、下関市西細江町、関後地村。

## 栄典
位階
- 1929年（昭和4年）12月 - 従四位[1]

勲章等
- 1929年（昭和4年）1月 - 勲四等[1]

## 家族・親族
大山家
- 実父・忠左衛門[6]
- 兄・彦五郎[4]

松井家
- 養父・豊吉[6]
- 妻・キヨ（1888年 - ?） ‐ 養父松井豊吉の三女[4]
- 長男・寛（1901年 - ?）[4]
- 二男・公（1906年 - ?）[3] - 朝鮮無煙炭に勤務[5]。
- 三男・久（1910年 - ?）[4]
  - 同妻・宏子（1916年 - ?） ‐ 子爵・小笠原長生の五女。女子学習院卒。[4]
  - 同娘・康子（元女優、牧和子、1939年 - ） - 「ピンク映画の女王」と呼ばれた。
- 長女・豊子[4]（1908年 - ?） ‐ 神戸製鋼所員・大久保潔の妻[6]。子の亘は日商岩井社員時代に後輩の別れ話の仲裁に入り、綾小路章子に射殺された[10]。

親戚
- 小笠原長生（海軍中将、子爵）
- 小笠原明峰（映画監督）
- 小笠原章二郎（俳優）